# ジュリアス・アシュビー
ジュリアス・オイラー・アシュビー（Julius Euler Ashby、1982年9月14日 - ）は、トリニダード・トバゴ出身のプロバスケットボール選手である。ポジションはセンター。205cm、105kg。

## 人物
コロラド大学にてNCAAで活躍。
卒業後に来日し、2005年にbjリーグに新規参入した高松ファイブアローズに入団。チームの中心として活躍し、2006-07シーズン準優勝に貢献。オールスターにも選出される。2007年6月30日契約満了をもって高松を退団。
同年、NBADLのフォートウェイン・マッドアンツよりドラフト5巡目（全体63位）指名を受け入団。シーズン中プエルトリコリーグへ移籍。
2008年、東京アパッチへ移籍し、2008-09シーズン準優勝。2009-10シーズンはカンファレンスセミファイナルに進出に貢献し、ベスト5に選出される。
2010年、新潟アルビレックスBBへ移籍し、2010-11シーズンファイナル4進出。
2011年、滋賀レイクスターズに移籍。
2012年、ライジング福岡に移籍。2012-13シーズンはリーグ準優勝に貢献。2013-14シーズン終了をもって契約満了で退団。
2014-15シーズンはメキシコのSoles de Mexicaliに所属。
2015-16シーズンはバンビシャス奈良に所属。 

## 記録
bjリーグ
| シーズン         | チーム | GP | GS | MPG  | FG%  | 3P%  | FT%  | RPG | APG | SPG | BPG | TO  | PPG  |
| ---------------- | ------ | -- | -- | ---- | ---- | ---- | ---- | --- | --- | --- | --- | --- | ---- |
| bjリーグ 2006-07 | 高松   | 40 | 40 | 31.3 | .521 | .091 |      |     |     |     |     |     | 16.9 |
| bjリーグ 2008-09 | 東京   | 52 | 25 | 25.5 | .562 | 0    |      |     |     |     |     |     | 11.6 |
| bjリーグ 2009-10 | 東京   | 50 | 50 | 34.1 | .537 | .167 |      |     |     |     |     |     | 19.9 |
| bjリーグ 2010-11 | 新潟   | 40 | 37 | 30.1 | .461 | 0    |      |     |     |     |     |     | 16.4 |
| bjリーグ 2011-12 | 滋賀   | 51 | 27 | 25.1 | .494 | 0    |      |     |     |     |     |     | 11.6 |
| bjリーグ 2012-13 | 福岡   | 52 | 38 | 28.8 | .468 | .111 |      |     |     |     |     |     | 14.0 |
| bjリーグ 2013-14 | 福岡   | 51 |    | 24.0 | .398 | .000 | .621 | 5.9 | 1.5 | .5  | 1.2 | 2.2 | 8.4  |

- ベスト5（2009-10）
- オールスターゲーム出場（2006-07、2009-10、2010-11）